# Крушівське поселення
Крушівське поселення належить до другої половини III—II тис. до н. е. Розміщене поблизу смт Радуль Ріпкинського району в заплаві лівого берега Дніпра на дюні посеред болота Фролова в урочищі Круш. Площа — 500×400 м. Серед знахідок — уламки товстостінного ліпного посуду з розрідженим ямковим, ямково-гребінцевим і гусеничним орнаментом; із кременю пластинчасті ножі з хвилястою ретушшю, пластинчасті кінцеві скребки, пластинки, відщепи. До епохи ранньої і середньої бронзи відносяться уламки посуду, прикрашеного прямим штампом, пригладженими лініями. Виявлено також сокиру-молот і уламок кістяної вислообушної сокири.